# Frédéric Mendy (football, 1981)
Pour les articles homonymes, voir Frédéric Mendy et Mendy.
Frédéric Mendy (né le 6 novembre 1981 à Dakar, Sénégal) est un joueur de football franco-sénégalais. Son poste de prédilection est attaquant ou milieu de terrain offensif gauche. Il mesure 1,66 m pour 62 kg. Son point fort est son accélération. Il possède également une très bonne technique balle au pied.

## Carrière

### En club

#### Débuts et montée en Ligue 1 avec les Verts (2001-2006)
Formé à l'AS Saint-Étienne, Mendy devient un titulaire important sous le maillot vert alors que le club vient d'être relégué en deuxième division. 
L'évènement marquant de son passage à l'ASSE est sans aucun doute la rencontre face à la Berrichonne de Châteauroux du 22 mai 2004, à l'occasion de la dernière journée de Ligue 2. 
Les Verts sont au coup d'envoi assurés de retrouver la première division mais doivent s'imposer pour être champions à coup sûr. Alors que le score est de 1-1, Mendy réalise un petit ballon piqué par-dessus la défense adverse, son coéquipier Damien Bridonneau reprend alors la balle d'un ciseau acrobatique et inscrit le deuxième but de Saint-Étienne. Le score reste à 2-1 et les Verts sont sacrés champions, ils retrouvent ainsi la première division après 3 saisons à l'échelon inférieur.
Frédéric Mendy goute ensuite brièvement à la coupe d'Europe avec l'ASSE, en disputant 4 rencontres de Coupe Intertoto lors de la saison 2005-2006.

#### Les années bastiaises (2006-2009)
En 2006, à la fin de son contrat, il rejoint gratuitement le Sporting Club Bastia, alors en Ligue 2. Le club a la particularité d'avoir vu évoluer sous ses couleurs l'homonyme de Frédéric Mendy deux années auparavant. 
Sous le maillot bastiais il retrouve son ancien coéquipier stéphanois Damien Bridonneau, qui quitte le club corse en 2008. 
En juin 2009, en fin de contrat après trois saisons comme titulaire, il quitte la Corse.

#### Passages en Grèce et fin de carrière professionnelle (2009-2013)
En juillet 2009, il signe pour le promu grec AO Kavala. L'expérience tourne mal, le club étant sujet à des problèmes financiers qui entrainent de fréquents retards de paiement pour les salaires des joueurs.
Le 31 mai 2010, le site officiel du Stade lavallois annonce son recrutement pour deux saisons.
Lors de la trêve hivernale 2011-2012 il rejoint la Jeanne d'Arc de Drancy club de CFA.

#### Une dernière pige en amateur (2016-2018)
En août 2016, il sort de sa retraite pour rejoindre Lure, alors en ligue régionale. C'est Fabien Boudarène, ami de Mendy depuis leur période stéphanoise, qui l'a convaincu de rechausser les crampons.
Il se satisfait pleinement de sa situation à Lure, où il est régulièrement décisif, et se montre hésitant à l'idée d'une éventuelle reconversion en tant qu'entraineur.

### En sélection
Frédéric Mendy compte 37 sélections avec le Sénégal, pour un but inscrit.
Sa première phase finale en équipe nationale est la Coupe d'Afrique des Nations 2004, lors de laquelle le Sénégal est éliminé en quarts-de-finale par la Tunisie (1-0).
Il prend ensuite part à la CAN 2006 où son pays échoue en demi-finale face à l'Égypte, pays hôte et futur vainqueur, puis à la CAN 2008 où le Sénégal ne sort pas de sa poule.
Son unique but en équipe du Sénégal est inscrit le 16 janvier 2008 à l'occasion d'un match amical face au Bénin (victoire 2-1).

## Statistiques

### En club
| Saison     | Club             | Division    | Championnat | Championnat | Coupes nationales | Coupes nationales | Coupe Intertoto | Coupe Intertoto | Total | Total |
| Saison     | Club             | Division    | M           | B           | M                 | B                 | M               | B               | M     | B     |
| ---------- | ---------------- | ----------- | ----------- | ----------- | ----------------- | ----------------- | --------------- | --------------- | ----- | ----- |
| 2001-2002  | AS Saint-Étienne | Ligue 2     | 33          | 4           | 3                 | 0                 |                 |                 | 36    | 4     |
| 2002-2003  | AS Saint-Étienne | Ligue 2     | 19          | 0           | 4                 | 1                 |                 |                 | 23    | 1     |
| 2003-2004  | AS Saint-Étienne | Ligue 2     | 33          | 4           | 6                 | 1                 |                 |                 | 39    | 5     |
| 2004-2005  | AS Saint-Étienne | Ligue 1     | 25          | 2           | 3                 | 0                 |                 |                 | 28    | 2     |
| 2005-2006  | AS Saint-Étienne | Ligue 1     | 16          | 1           |                   |                   | 4               | 0               | 20    | 1     |
| Sous-total | Sous-total       | Sous-total  | Sous-total  | Sous-total  | Sous-total        | Sous-total        | Sous-total      | Sous-total      | 146   | 13    |
| 2006-2007  | SC Bastia        | Ligue 2     | 38          | 5           | 3                 | 0                 |                 |                 | 41    | 5     |
| 2007-2008  | SC Bastia        | Ligue 2     | 23          | 2           | 4                 | 0                 |                 |                 | 27    | 2     |
| 2008-2009  | SC Bastia        | Ligue 2     | 28          | 2           | 4                 | 0                 |                 |                 | 32    | 2     |
| 2009-2010  | AO Kavala        | Superleague | 19          | 0           | 3                 | 0                 |                 |                 | 22    | 0     |
| 2011-2012  | Stade lavallois  | Ligue 2     | 27          | 0           | 3                 | 0                 |                 |                 | 30    | 0     |
| Sous-total | Sous-total       | Sous-total  | Sous-total  | Sous-total  | Sous-total        | Sous-total        | Sous-total      | Sous-total      | 152   | 9     |
| 2012       | OFI Crète        | Superleague | ?           | ?           |                   |                   |                 |                 | ?     | ?     |
| 2012       | JA Drancy        | CFA         | 16          | 2           | 1                 | 0                 |                 |                 | 17    | 2     |
| 2012-2013  | JA Drancy        | CFA         | 28          | 1           | 1                 | 0                 |                 |                 | 29    | 1     |
| 2014-2015  | Cruas            | DH          | ?           | ?           |                   |                   |                 |                 | ?     | ?     |
| 2016-2018  | Lure             | LR          | ?           | ?           |                   |                   |                 |                 | ?     | ?     |
| Sous-total | Sous-total       | Sous-total  | Sous-total  | Sous-total  | Sous-total        | Sous-total        | Sous-total      | Sous-total      | 46    | 3     |
| Total      | Total            | Total       | Total       | Total       | Total             | Total             | Total           | Total           | 344   | 25    |

NB :
- Le nombre matches avec l'AS Saint-Étienne peut varier selon que la source comptabilise ou non les rencontres amicales.
- Les informations manquent pour le passage à l'OFI Crète, ainsi que pour le parcours en amateur.

- À ces statistiques peuvent s'ajouter 73 matches et 13 buts avec la réserve de l'ASSE entre 1998 et 2006[9].

## Palmarès
AS Saint-Étienne :
- Champion de Ligue 2 en 2004

- Champion de CFA 2 en 2000 avec l'équipe réserve